# La Radiolina
Albums de Manu Chao
Sibérie m'était contée
(2004)
La Radiolina est le 3e et dernier album de Manu Chao, sorti sur le label Because Music le 3 septembre 2007 en Europe et le 4 septembre 2007 en Amérique. Plusieurs soirées d'écoute de l'album ont été organisées dans les grandes villes américaines comme La Nouvelle-Orléans, Chicago, Los Angeles ou New York.

## Description
Le premier single extrait est Rainin in Paradize. Son clip en noir et blanc, signé Emir Kusturica, a été tourné à Buenos Aires avec des membres de la radio La Colifata, parrainée par Manu Chao, qui émet depuis l'hôpital psychiatrique Borda et attire des millions d'auditeurs. Les deux hommes continuent d'ailleurs de collaborer, avec la chanson La vida tómbola, sur Maradona, qui sera partie intégrante d'un documentaire consacrée au joueur de foot. 
Le chanteur a déclaré dans l'éditorial du magazine Courrier international, sorti la dernière semaine de juillet 2007, « Il y a de fortes chances pour que La Radiolina soit mon dernier CD. Je n’arrêterai pas la musique, mais, vu l’évolution technologique, peut-être que, par la suite, dès que j’aurai une nouvelle chanson, je la mettrai en ligne. J’utiliserai mon site Internet comme une station de radio. » Faisant preuve d'une ouverture inédite pour un artiste aussi connu, Manu Chao serait donc près, après la sortie de La Radiolina, de faire désormais de la musique gratuite, diffusée sur internet, une vraie révolution dans l'univers de la musique, tout en faisant preuve d'un certain réalisme, « Que les gens piratent les “gros” comme moi, ça ne me gêne pas. Mais qu’ils fassent l’effort d’acheter la musique des petits labels (…) La solution ? Je ne l’ai pas. Je parie pourtant sur une certaine éthique du public. » 
Pour mener à bien sa nouvelle vision de l'internet et de la diffusion de ses titres, Manu Chao avait présenté le 6 août 2007, trois nouveaux titres de La Radiolina, trois tubes, Me Llaman Calle, El Hoyo et le très funèbre Mala Fama sur tourdesign.com
Ce nouveau disque est composé de pas moins de vingt-et-une chansons, et le premier single, Rainin in Paradize a été disponible en ligne sur le site officiel de Manu Chao durant plusieurs mois. En plus de pouvoir écouter Rainin' in paradize, le fichier est téléchargeable gratuitement sous le format MP3, dans une qualité sonore équivalente aux titres que l'on achète en ligne sur internet.
Le site internet, www.manuchao.net a été rénové pour l'occasion avec de nouveaux clips et une radio, La Radiolina, qui propose plus d'une centaine titres d'artistes avec lesquels Manu Chao a collaboré (Amparanoia, Fermin Muguruza, Akli-D, Tonino Carotone, Carlos Mona Jimenez…) ; de plus, chacun peut proposer ses morceaux à cette radio. On y découvre toute la diversité de la musicalité du chanteur.
Dans ce disque, on retrouve Manu Chao dans un style musical plus électrique et plus pêchu, avec le jeu de guitare du toujours aussi impressionnant Madjid Fahem, la batterie et la guitare de David Bourguignon, la voix puissante de Gambeat, la trompette du Sicilien Roy Paci. Ces derniers font, où ont fait partie à un moment, du groupe de Manu Chao, Radio Bemba, influençant largement le nouveau disque vers une optique plus scénique, délaissant le style un peu désuet de Clandestino.
Le disque a été mixé par Mario Caldato Jr. (Beastie Boys, Jack Johnson), Andrew Scheps (Red Hot Chili Peppers, Mars Volta) et Charlie VDE (Farra Vox Studio, Paris) et comprend des chansons en français, en espagnol, en italien, en anglais et en portuñol. On y retrouve Mala Fama déjà entendu dans des concerts donnés aux radios Ouï FM, France Inter et RTL2 qui est déjà un hymne à Barcelone puisque repris par des artistes locaux, Mama Cuchara écrit un jour de pluie à Quito (Équateur), Calle, la chanson composée pour le film espagnol Princesas est dédiée aux prostituées de la "calle del desengaño" de Madrid, Tombola, la bande originale enregistrée pour le prochain film d'Emir Kusturica, Maradona[3] et El Hoyo, un dub reggae enflammé déjà joué en concert. Tristeza, une chanson qui dénonce la politique des États-Unis, sous les paroles de Beatnik de la Colifata (radio animé par des patients d'un hôpital psychiatrique de Buenos Aires)
D'autres titres surprennent davantage comme 13 días, une chanson qui mélange le style country de J.J. Cale et l'influence latine et rock de Manu Chao, Bleedin Clown (l'histoire du clown qui saigne), un titre très vif et très nerveux, avec une musique tout droit sortie des années 1980 et de l'époque de la Mano Negra, datant justement d'il y a 20 ans et qui reprend donc l'énergie de l'ancien groupe. Par ailleurs, on trouve dans ce disque de magnifiques ballades, toutes plus tristes les unes que les autres, telles que Otro Mundo, Mundo Revés ou enfin Amalucada Vida, un reggae latino en portuñol.

## Titres
| No  | Titre | Traduction                        | Durée |
| --- | --- | --------------------------------- | ----- |
| 1.  | 13 días | 13 jours                          | 2:36  |
| 2.  | Tristeza maleza (Adressé au Presidente George Bush)                                                                          | La tristesse des mauvaises herbes | 2:54  |
| 3.  | Politik Kills | La politique tue                  | 3:09  |
| 4.  | Rainin in Paradize (single déjà diffusé à la radio et disponible en téléchargement gratuit depuis le site web de Manu Chao.) | Il pleut au paradis               | 3:41  |
| 5.  | Besoin de la Lune |                                   | 1:54  |
| 6.  | El Kitapena | Enlev'-la-peine                   | 1:55  |
| 7.  | Me llaman calle | On m'appelle la rue               | 3:14  |
| 8.  | A cosa | Chose                             | 2:14  |
| 9.  | The Bleedin Clown | Le clown qui saigne               | 1:54  |
| 10. | Mundorévès | Mondalenvers                      | 1:48  |
| 11. | El hoyo | Le trou                           | 3:23  |
| 12. | La vida tómbola (au sujet de Maradona)                                                                                       | Vie Tombola                       | 3:16  |
| 13. | Mala fama | Mauvaise réputation               | 4:07  |
| 14. | Panik panik |                                   | 1:46  |
| 15. | Otro mundo | Autre monde                       | 3:09  |
| 16. | Piccola radiolina | Petite radio                      | 1:08  |
| 17. | ¿Y ahora qué? (mashup ou version démo : paroles d’Otro mundo sur la musique de Tristeza maleza)                              | Et maintenant, que fait-on ?      | 1:46  |
| 18. | Mama Cuchara (sur la musique de Rainin in Paradize)                                                                          | Mère Cuillère                     | 1:43  |
| 19. | Siberia | Sibérie                           | 2:05  |
| 20. | Soñé otro mundo (version instrumentale de Otro mundo)                                                                        | J'ai rêvé d'un autre monde        | 1:23  |
| 21. | Amalucada vida | Vie fofolle                       | 2:23  |

## Musiciens/Crédits
- Manu Chao : chant et guitare
- Madjid Fahem : guitare et basse
- David Bourguignon : guitare
- Jean Michel Dercourt alias Gambeat : basse & chant
- Roy Paci : trompette
- Angelo Mancini : trompette sur Politik Kills
- Amadou Bagayoko : guitare sur A Cosa
- Cheik Tidiane : synthé sur A Cosa
- Tonino Carotone : chant (A Cosa)
- Flor : voix parlée (A Cosa)
- Beatnik : chant sur Tristeza Maleza
- José Manuel Gamboa & Carlos Herrero : guitare flamenco sur Me Llaman Calle

Sur la pochette, Manu Chao porte un T-Shirt sur lequel est écrit El Golfo, il était écrit en fait El Golfo de Mexico (le Golfe du Mexique) mais une partie a été effacée ; en espagnol El golfo signifie aussi le polisson, le chenapan, le voyou, le fêtard…
Quelques étoiles rouges décorent la pochette. Il y a aussi écrit « Y Ahora Qué? », un titre de l'album et 21.